# Кудашевский сельсовет (Башкортостан)
Кудашевский сельсовет — муниципальное образование в Татышлинском районе Башкортостана.
Административный центр — село Верхнекудашево.

## История
Согласно Закону о границах, статусе и административных центрах муниципальных образований в Республике Башкортостан имеет статус сельского поселения.

## Население
| 2002  | 2009  | 2010  | 2012  | 2013  | 2014  | 2015  |
| ----- | ----- | ----- | ----- | ----- | ----- | ----- |
| 2296  | ↘1889 | ↗1937 | ↘1865 | ↘1798 | ↘1768 | ↘1704 |
| 2016  | 2017  | 2018  |       |       |       |       |
| ↘1673 | ↘1656 | ↘1643 |       |       |       |       |

## Состав сельского поселения
| № | Населённый пункт | Тип населённого пункта       | Население |
| - | ---------------- | ---------------------------- | --------- |
| 1 | Верхнекудашево   | село, административный центр | ↗789      |
| 2 | Арибаш           | деревня                      | ↗552      |
| 3 | Арибашево        | село                         | ↗273      |
| 4 | Кардагушево      | деревня                      | ↗214      |
| 5 | 1-й Янаул        | деревня                      | ↘98       |
| 6 | Новые Иракты     | деревня                      | →11       |

## Известные уроженцы
- Хайдаров, Амир Сулейманович (20 ноября 1911 — 25 ноября 1996) — помощник командира пулеметного взвода, гвардии старший сержант, Герой Советского Союза (1944)[18][19].